# Велике Поляне (Шкоцян)
Велике Поляне (словен. Velike Poljane) — поселення в общині Шкоцян, регіон Південно-Східна Словенія, Словенія.